# Полетики
Поле́тики — український козацько-старшинський рід у Лівобережній Україні. Відомий з 17 століття.
Представники:
- Іван Полетика (роки народження і смерті невідомі) — козак Лубенської сотні (1649);
- Павло Полетика (*? — †1709) — значковий товариш Лубенського полку;
- Андрій Павлович Полетика (* близько 1692 — †1773) — війт роменський (1727–1729), значковий товариш Лубенського полку, з 1749 року — бунчуковий товариш;
- Григорій Андрійович Полетика (*1725 — †1784) — український політичний діяч;
- Андрій Андрійович Полетика (* близько 1741 — †близько 1798) — український громадський діяч, брат Григорія Полетики;
- Іван Андрійович Полетика (*1726—†1783) — український лікар і вчений;
- Василь Григорович Полетика (*1765 — †1845) — український історик і громадський діяч;
- Михайло Іванович Полетика (*1768—†1824) — син Андрія Полетики. Був секретарем імператриці Марії Федорівни. Автор філософського твору "Essais phiosophiques sur l"homme, ses hrincipau rapports et sa deestinee, fondes sur ["experience et la raison suivis d"observations sur ie beau" (виданий в 1818, 1822);
- Петро Іванович Полетика (*27 серпня 1778 — †7 лютого 1849) — дипломат, син І. А. Полетики;
- Григорій Іванович Полетика (* близько 1735 — †1798) — український дипломат, двоюрідний брат Г. А. Полетики;
- Полетика Володимир Іванович (*1886 — †?) — український громадський діяч, дипломат. Був земським діячем на Полтавщині. В 1918–1919 роках — перший секретар українського посольства в Австрії.